# Nikołaj Sokołow (lekkoatleta)
Nikołaj Nikołajewicz Sokołow (ros. Николай Николаевич Соколов, ur. 28 sierpnia 1930 w miejscowości Wasiunino koło Wołogdy, zm. w 2009) – rosyjski lekkoatleta startujący w barwach Związku Radzieckiego wicemistrz olimpijski i medalista mistrzostw Europy.
Specjalizował się w biegu na 3000 metrów z przeszkodami. Na igrzyskach olimpijskich w 1960 w Rzymie został srebrnym medalistą w tej konkurencji za Zdzisławem Krzyszkowiakiem, a przed swym rodakiem Siemionem Rzyszczynem. Na mistrzostwach Europy w 1962 w Belgradzie wywalczył brązowy medal na tym dystansie, przegrywając jedynie z Gastonem Roelantsem z Belgii i Zoltanem Vamoșem z Rumunii. 
Był złotym medalistą mistrzostw ZSRR w biegu na 3000 metrów z przeszkodami w 1960 i 1963, wicemistrzem na tym dystansie w 1962 oraz brązowym medalistą w 1957, 1959 i 1961. Jego rekord życiowy wynosił 8:32,4. Został ustanowiony 26 czerwca 1960 w Tule podczas meczu reprezentacji lekkoatletycznych Polski i ZSRR, kiedy Krzyszkowiak poprawił rekord świata wynikiem 8:31,4 (Sokołow był w tym biegu trzeci, wyprzedził go również Jerzy Chromik). Do 28 maja 1961 wynik Sokołowa był rekordem ZSRR.
W 1965 otrzymał tytuł Zasłużonego Mistrza Sportu ZSRR.